# FOR REAL?
『FOR REAL?』（フォー リアル?）は、久保田利伸の10枚目のアルバム。2006年3月1日に、SME Recordsから発売された。

## 概要
コンピレーション・アルバム、ベスト・アルバムを挟んで、『United Flow』以来4年ぶりの新作。「a Love Story」「Club Happiness」「君のそばに」の先行シングル3枚を収録。

## 収録曲
作詞・作曲：久保田利伸　編曲：柿崎洋一郎（特記以外）
1. Vibe for real 〜Foreplay〜　0分54秒
2. Dr. Party　4分22秒
3. Riding to the Sight　5分35秒
4. U drive me crazy　4分57秒
5. a Love Story （TV Mix）　5分10秒
6. It's Time to Smile　5分45秒
7. 君にあうまでは　3分59秒
8. Slow Jam Loving　5分36秒
9. Vibe for real （The Play）　1分57秒
10. 君のそばに　5分15秒
11. Sign of Love （Soul Response Version）　4分32秒
12. Club Happiness （Brothahood Version feat. KM-MARKIT）　4分51秒
13. 隙間　5分14秒
  - 作詞：森大輔　作曲：久保田利伸・森大輔　編曲：柿崎洋一郎・森大輔